# Мильковка
Мильковка — река в Мильковском районе Камчатского края России. Данная река является левым рукавом реки Жупанка, которая является левым притоком реки Камчатка. В районе ответвления от реки Жупанка местность местами заболочена. Длина реки составляет 28 км, площадь водосборного бассейна — 386 км². Впадает в реку Камчатка в районе села Мильково.

## Флора и фауна
В верховьях реки преобладают низкорослые кустарники. В среднем течении преобладает берёза белая камчатская, изредка ель аянская. В нижнем течении верба, местами ольха. В водах реки обитают голец, кунджа, хариус, заходит на нерест кижуч. На всём протяжении реки встречается камчатский бурый медведь, лиса, росомаха.